# Dynatron
Dynatron ― датский музыкант, также известный как Йеппе Хассерис, работающий в жанре электронная музыка и синтвейв. Его работы вдохновлены научной фантастикой.

## Биография
Йеппе Хассерис родился в датском городе Ассен 26 декабря 1980 года. До начала карьеры он участвовал в некоторых метал-группах. По его словам там к нему относились пренебрежительно.
Свою карьеру музыкант начал в 2012 году, выпустив свой дебютный мини-альбом Fireburner 8 сентября. В 2014 году композиция из этого альбома «Cosmo Black» прозвучала в фильме «Холод в июле». 22 Ноября того же года Dynatron выпустил свой первый студийный альбом под названием Escape Velocity в лейбле Aphasia Records. Под этим лейблом он также выпустил несколько других альбомов.
После Dynatron выпустил свой второй студийный альбом Aeternus 5 сентября 2015 года. Альбом был положительно оценён критиками, что принесло музыканту популярность.
В 2016 году Хассерис вступил в лейбл Blood Music, который выпускает работы известных музыкантов, работающих в жанрах дарксинт и синтвейв, например, Perturbator и Dan Terminus. Также в 2016 он гастролировал в Венгрии, Финляндии и Франции.
В том же году 4 ноября он выпустил мини-альбом The Rigel Axiom. При его создании музыкант решился на эксперименты: он отказался от гитар, решил использовать пианино и старался добавить эмбиент в композиции. 20 Декабря были выложены сборники The Legacy Collection, Vol I и The Legacy Collection, Vol II, в которых были опубликованы ранние композиции музыканта.
1 декабря 2020 года был выпущен сингл «Surveillance», а в октябре следующего года Хассерис выпустил свой третий студийный альбом, Origins.

## Дискография
Студийные альбомы
- Escape Velocity (2012)
- Aeternus (2015)
- Origins (2021)

Мини-альбомы
- Fireburner (2012)
- Flashbacks (2013)
- Throttle Up (2014)
- The Rigel Axiom (2015)

Сборники альбомов
- The Legacy Collection, Vol I (2016)
- The Legacy Collection, Vol II (2016)